# Conférence nationale souveraine (Bénin)
Pour les articles homonymes, voir Conférence nationale souveraine.
La conférence nationale souveraine du Bénin  est la première conférence nationale en Afrique francophone et a influencé et inspiré toutes les suivantes.
La première Conférence nationale souveraine, ayant pour objectif le retour au multipartisme, en Afrique, est celle  de Sao Tomé et Principe du 5 au 7 décembre 1989, deux mois avant le Bénin.

## Origine
En 1989, vingt-neuf ans après l’indépendance du Bénin, le pays avait beaucoup de problèmes qui se sont accumulés pour créer la crise béninoise. L’agitation grandissait à cause des retards de paiement des salaires. La répression gouvernementale par le régime du président Mathieu Kérékou a atteint son point culminant. La population luttait contre la violence et l’intimidation continuelle, et Kérékou s’est rendu compte qu’il devait y avoir une « ouverture » pour réformer son gouvernement. Le 4 août 1989, les discussions ont commencé entre Kérékou, les syndicats, et les anciens exilés, mais le président ne permettait pas l’idée de multipartisme et donc de vrais changements. En décembre 1989, a eu lieu à Paris une réunion au ministère de la coopération d'une délégation béninoise conduite par Me Dossou et comprenant notamment M Gnidehou , ministre de l'industrie et membre du bureau politique du PRPB au cours de laquelle la France a réglé 3 mois d'arriérés de salaires étant entendu que le pays modifierait sensiblement ses institutions politiques dans le sens d'une ouverture démocratique réelle. L'ambassadeur de France devait faire part des changements à venir au Pdt Kérékou dès son retour. Malheureusement , il l'a fait recevoir par'Pierre Osho, le directeur des son cabinet. Un compte rendu devait donc être fait au Président. Or, ce compte-rendu a été porté sur la place publique le lendemain.Plus grave il était gravement erroné puisqu'il indiquait que l'ambassadeur faisait état d'instructions de Jean Christophe Mitterrand déclinant les réformes nécessaires(5)(Libération du 17/18 mars 1990) sous le titre "Paris fait la réforme à Cotonou" Seul le Quai d'Orsay est en mesure d'instruire un Ambadssadeur Et aucune instruction n'est venue de Paris à cet égard. L'important était que l'opinion béninoise soit persuadée que la France officielle soutenait le mouvement entrepris par le Pdt Kérékou avec  le concours engagé de courageux et éminents acteurs politiques béninois. Dans ce contexte, il était clair que l’État était en faillite lorsque la population n’acceptait pas les tentatives de la pacifier avec « le pain et le cirque », et le 7 décembre une session conjointe du gouvernement a décidé d’avoir une conférence nationale pendant le premier semestre de l’année suivante.
Marquant la fin du règne du marxisme-léninisme, la conférence nationale avait pour but une nouvelle constitution comportant la séparation du Parti et de l’État (le multipartisme), la création d’un poste de Premier ministre, et une décentralisation du pouvoir. Le 22 décembre 1989 le comité national préparatoire de la Conférence des forces sous la présidence de Robert Dossou, avocat et homme politique béninois, a été créé. Ils voulaient un changement réel : le départ de Kérékou. Sans aborder la question de son départ, Kérékou « charge néanmoins les délégués de designer une commission en vue de rédiger la nouvelle constitution… [et entre-temps il va former] un gouvernement de transition, qui sera en fonction jusqu’au référendum qui approuvera la constitution, aux élections qui éliront le parlement, puis le président de la République » (Boulaga 64). Il leur implore de prendre le temps de rédiger une bonne constitution au lieu de se presser de former un nouveau gouvernement immédiatement.
C’est Kérékou qui a inventé la conférence en respectant ses engagements de légalisme, mais il n’a pas pensé qu’elle irait si loin. Il a confié la responsabilité de l’organisation et de la préparation de la conférence nationale à Dossou, ce qui était avantageux en matière d’efficacité mais c’était aussi un peu effrayant de donner autant de pouvoirs à une seule personne. Une grande question était celle de la représentation. Kérékou a inclus des associations et groupes déjà connus par son ministère de l’Intérieur en essayant d’inclure toutes les classes sociales, professions et religions. Chaque catégorie avait des élections pour désigner leurs délégués agréés par le gouvernement, cependant les partis politiques n’étaient pas encore autorisés. Étant indépendantes du comité préparatoire, les élections étaient réglées pour éviter la fraude. Les délégués prétendaient représenter le pays dans son entièreté, mais en réalité ils venaient tous de la classe politique et des élites instruites.
Kérékou voulait limiter le pouvoir de la conférence en assignant des tâches précises : il lui a confié la responsabilité de créer un « document de base pour l’élaboration d’une nouvelle constitution à soumettre à l’approbation du peuple béninois tout entier. » (Boulaga 70). La mis en cause de l’administration de Kérékou était hors de question, et de plus la conférence ne pouvait pas prendre de réelles décisions; il fallait organiser un référendum de la population générale. Pourtant, les participants des conférences ne se sentaient pas concernés par la « légalité » de leurs travaux, parce que la légitimité restait toujours du côté du pouvoir établi, dans ce cas Kérékou. Ils pensaient que c’était beaucoup plus important de créer une constitution démocratique pour que la population puisse juger et décider elle-même.
À l'occasion de cette conférence, Vivi l'internationale a chanté son hymne pour la paix, N’dokolidji, qu'elle décrit comme étant sa contribution à la paix au Bénin.

## Fonctionnement
L’après-midi du 19 février 1990, le premier jour de la conférence, le délégué Alexis Hountondji a déclaré : « La conférence nationale proclame sa souveraineté et la suprématie de ses décisions », mais il restait la question de leur légitimité, n’ayant pas été élu par la population entière. Après une discussion sur leur droit de continuer, ils ont décidé que le plus important était d’arrêter la perpétuation de l’injustice et donc de poursuivre la conférence. La question suivant était de savoir si Kérékou allait reconnaître la souveraineté de l’assemblée. En attendant, deux groupes se sont formés pendant la conférence: celui partisan d’un régime présidentiel et celui d’un régime parlementaire. Le premier assurerait la stabilité et l’économie des ressources avec un exécutif fort, et le deuxième un Premier ministre responsable devant le Parlement, qui pouvait censurer une prise de pouvoir. À la fin ils ont choisi un gouvernement présidentiel, et un Premier ministre pendant la période de transition.
La dernière bataille sur la question de la souveraineté s’est terminée le 25 février. Trois cent soixante-dix délégués ont voté pour la souveraineté de la conférence, contre dix-sept. À ce moment-là la conférence a proclamé : « ses décisions sont exécutoires : toutes les institutions issues du parti unique tombent en désuétude et sont illégales ». (Boulaga 79). Ce coup d’État civil n’a pas plu au gouvernement en place, et le 26 décembre Kérékou a assisté à la conférence pour renverser la décision. Il attendait « l’indication des mesures efficaces et concrètes propres à sortir le pays de la panne économique », et on lui a donné la politique de la souveraineté. Il a refusé de démissionner, mais les délégués ne lui ont pas donné le choix. Ils ont élu un Premier ministre : Nicéphore Soglo, ancien haut fonctionnaire international de la Banque mondiale. 
La présence de Kérékou est devenue de plus en plus absurde. La conférence s’est clôturée le mercredi 28 février, et le rapporteur général, Albert Tévoédjrè, a déclaré « une reconquête de soi, de sa dignité de manière à reprendre l’initiative historique, la responsabilité de son destin, dans l’amitié avec les autres peuples et nations ». Kérékou a enfin accepté les conclusions de la conférence nationale et affirmé que son administration allait aider à mettre en œuvre les décisions de la conférence.

## Conséquences
Le 24 mars 1991, Nicéphore Soglo a été élu président de la nouvelle République. Il faut se méfier encore de la possibilité qu’il ne veuille pas démissionner à la date prévue. Il reste à voir s’il va tenir sa promesse et continuer l’héritage démocratique qu’il a commencé. Mais la conférence a assuré de solides institutions résistant à une crise éventuelle, contenant les ressources nécessaires pour la résoudre. Elle est tenue pour un modèle de réforme politique en Afrique francophone.
Cinq ans plus tard, en 1996, Mathieu Kérékou a été élu président de nouveau. Il a dirigé le pays jusqu'en 2006, date à laquelle il ne pouvait plus se représenter aux élections. 